# Carlos Daled
Carlos Daled (Brugge, 12 april 1937 – Torhout, 22 juni 2012) was een Belgische socialistische politicus. Hij was burgemeester van de stad Torhout gedurende één legislatuur.

## Levensloop
Daled was getrouwd met Rolanda Desiron en was beroepshalve leraar Frans. Hij gaf les aan het Koninklijk Technisch Atheneum in Torhout.
In 1976 stelde hij zich als socialist kandidaat bij de plaatselijke verkiezingen. Zijn partij veroverde 5 zetels, terwijl de groep 'Nieuw' er 8 behaalde, op het totaal van 25. Ze vormden samen een coalitie die over de krappe meerderheid van één zetel beschikte. Daled werd gemeenteraadslid en bleef dit tot in 1995. In januari 1977 werd hij benoemd tot burgemeester en bleef dit tot 3 januari 1983, waarna hij werd opgevolgd door Roger Windels die de CVP-meerderheid had hersteld. In 2005 werd hij ereburgemeester.
Burgemeester Daled had het niet makkelijk, want in zijn meerderheid ontstonden meningsverschillen. De belangrijkste schepen van zijn coalitiepartner was Julia Borny-Rosseel, die al in 1977 met hem in botsing kwam. Zij keerde naar de CVP terug, wat aan de coalitie haar meerderheid ontnam en voor het schepencollege het besturen aanzienlijk bemoeilijkte. In 1982 viel de coalitie volledig uit elkaar en veroverde de CVP opnieuw de volstrekte meerderheid.